# コゴメビユ
コゴメビユ（学名: Herniaria glabra)）は、ナデシコ科の植物である。北アメリカやヨーロッパに自生し、利尿薬としての作用を持つと考えられている。ウンベリフェロンのO-メチル化誘導体であるヘルニアリンを含む。